# Новая Ида
Новая Ида — село в Боханском районе Иркутской области России. Административный центр Новоидинского муниципального образования.

## География
Посёлок находится на расстоянии 7 км к северо-западу от посёлка Бохан, административного центра района.

## Население
| 2002 | 2010 | 2011 | 2012 |
| ---- | ---- | ---- | ---- |
| 244  | ↗249 | →249 | ↗253 |

### Половой состав
По данным Всероссийской переписи, в 2010 году в селе проживало 249 человек (120 мужчин и 129 женщин).